# Capilla de Tell
La capilla de Tell o la capilla de Guillermo Tell (en alemán: Tellskapelle) se encuentra en la Tellsplatte o Tellenplatte (losa de Tell) en una orilla del lago de Lucerna, al pie de los acantilados Axenberg (una cresta de la cordillera de Glärnisch, 1.022 m), en el municipio Sisikon, cantón de Uri, en el país europeo de Suiza. Está al otro lado de la bahía de Uri (Urnersee) del Rütli, a unos 4,3 km.
La capilla marca el lugar donde según la leyenda, Guillermo Tell durante una tormenta saltó de la barca de sus captores (el Tellensprung salto de Tell) y se escapó, lo que le permitió asesinar al tirano Gessler e iniciar la rebelión que llevó a la fundación de la antigua Confederación Suiza. El Tellenplatte se menciona por primera vez en 1470 en el Libro Blanco de Sarnen, como el Tellen blatten.
Hay tradiciones de una capilla construida en el lugar ya en 1388, pero la primera mención fiable primera data la capilla a la crónica de Heinrich Brennwald (1508-1516). En 1561, se estableció una sociedad que celebró un servicio conmemorativo anual en la capilla. La capilla fue ampliada o reconstruida de 1589 a 1590. En 1599, sus altares fueron dedicados a san Sebastián, san Guillermo, la santa Trinidad, la Virgen María y a Todos los Santos. Desde el siglo XVII, el servicio anual y la procesión asociada fueron sancionados oficialmente por el cantón de Uri.
La capilla actual fue construido en 1879. Está decorado con cuatro frescos de Ernst Stuckelberg, realizados en 1880-1882.